# لاکی مرموز
لاکی مرموز (انگلیسی: Lucky, the Inscrutable) یک فیلم در ژانر ابرقهرمانی، ماجراجویی، و کمدی به کارگردانی خسوس فرانکو است که در سال ۱۹۶۷ منتشر شد.

## بازیگران
- ترزا ژیمپرا در نقش کلئوپاترا
- ری دانتون
- دیتر اپلر
- ماریا لوئیسا پونته
- روزالبا نری
- ببا لونچار
- خسوس فرانکو
- پتی شپارد